# Таксим (площадь)

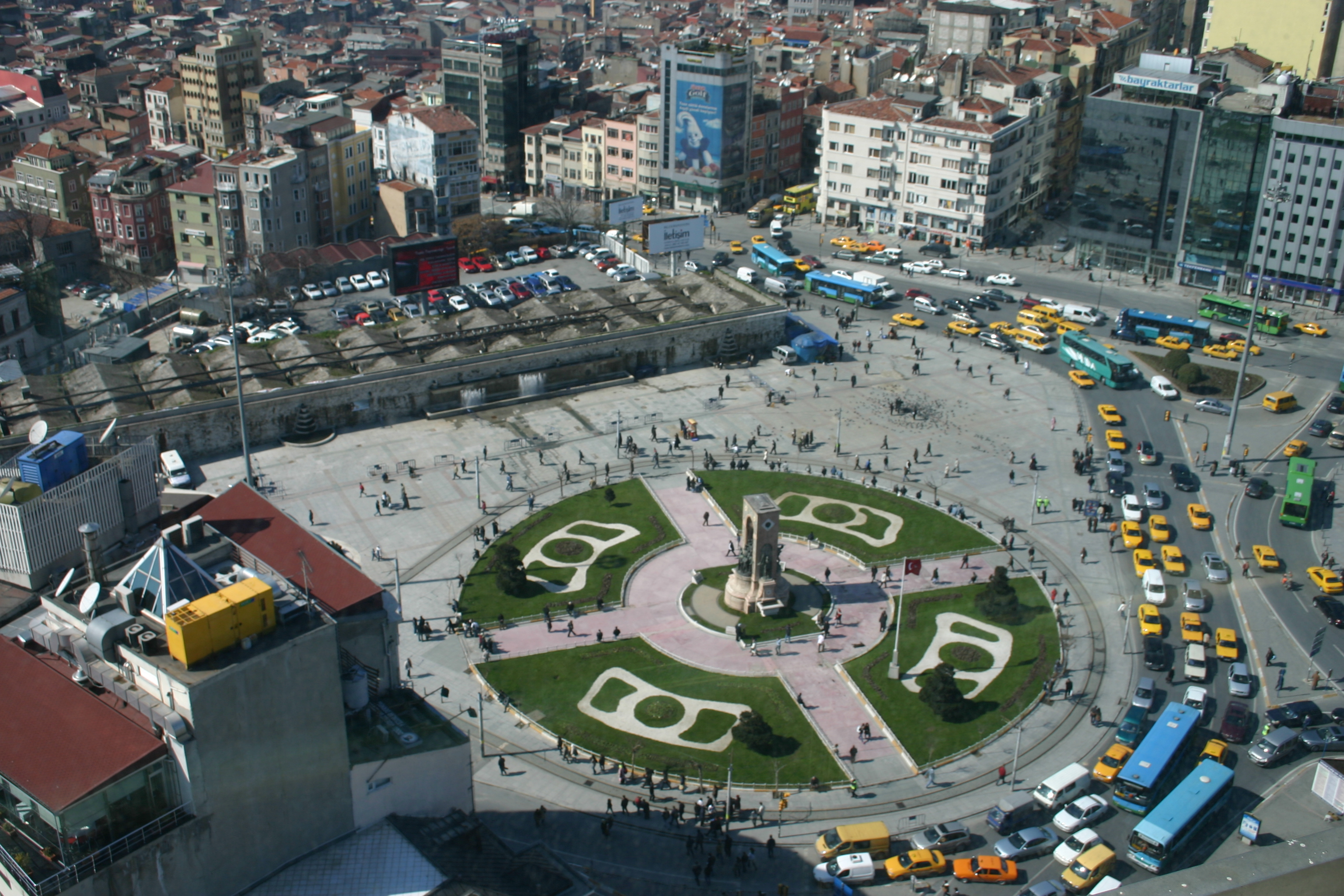
Площадь Таксим

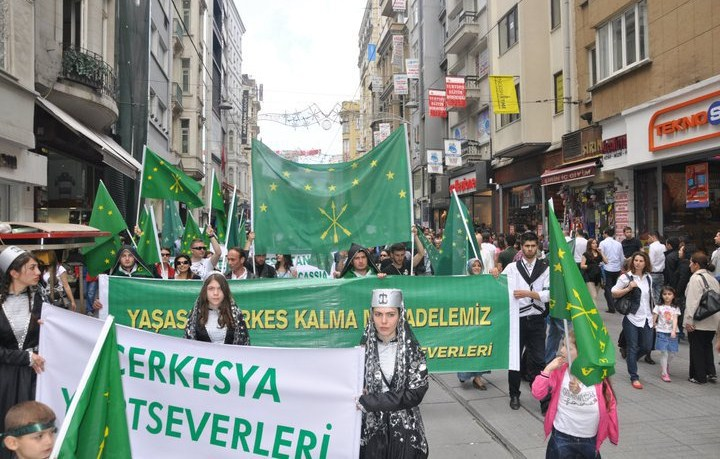
Шествие на площади Таксим в Стамбуле в День памяти жертв Кавказской войны

Пло́щадь Та́ксим (тур. Taksim Meydanı) — площадь в центральной части Стамбула (микрорайон Таксим района Бейоглу). На этой площади расположены ряд престижных гостиниц, множество магазинов. Площадь является местом массовых гуляний как местного населения, так и туристов. Название происходит от араб. تقسيم‎, «деление».

## История
Площадь Таксим была построена на некогда располагавшемся здесь армянском кладбище «Сурб Акоп» (святого Иакова), основанном в XVI веке во времена султана Сулеймана I. В ходе продолжающегося строительства на площади Таксим были обнаружены 16 армянских могил и остатки стен зданий XIX века.
1 мая 1977 года во время многосоттысячной первомайской демонстрации произошёл спланированный расстрел, а затем и насильственный разгон народа полицией.
В конце мая 2013 года площадь стала местом столкновения турецкой полиции с демонстрантами, выступающими против проекта реконструкции площади и вырубки деревьев в парке Таксим-Гези.

## Достопримечательности

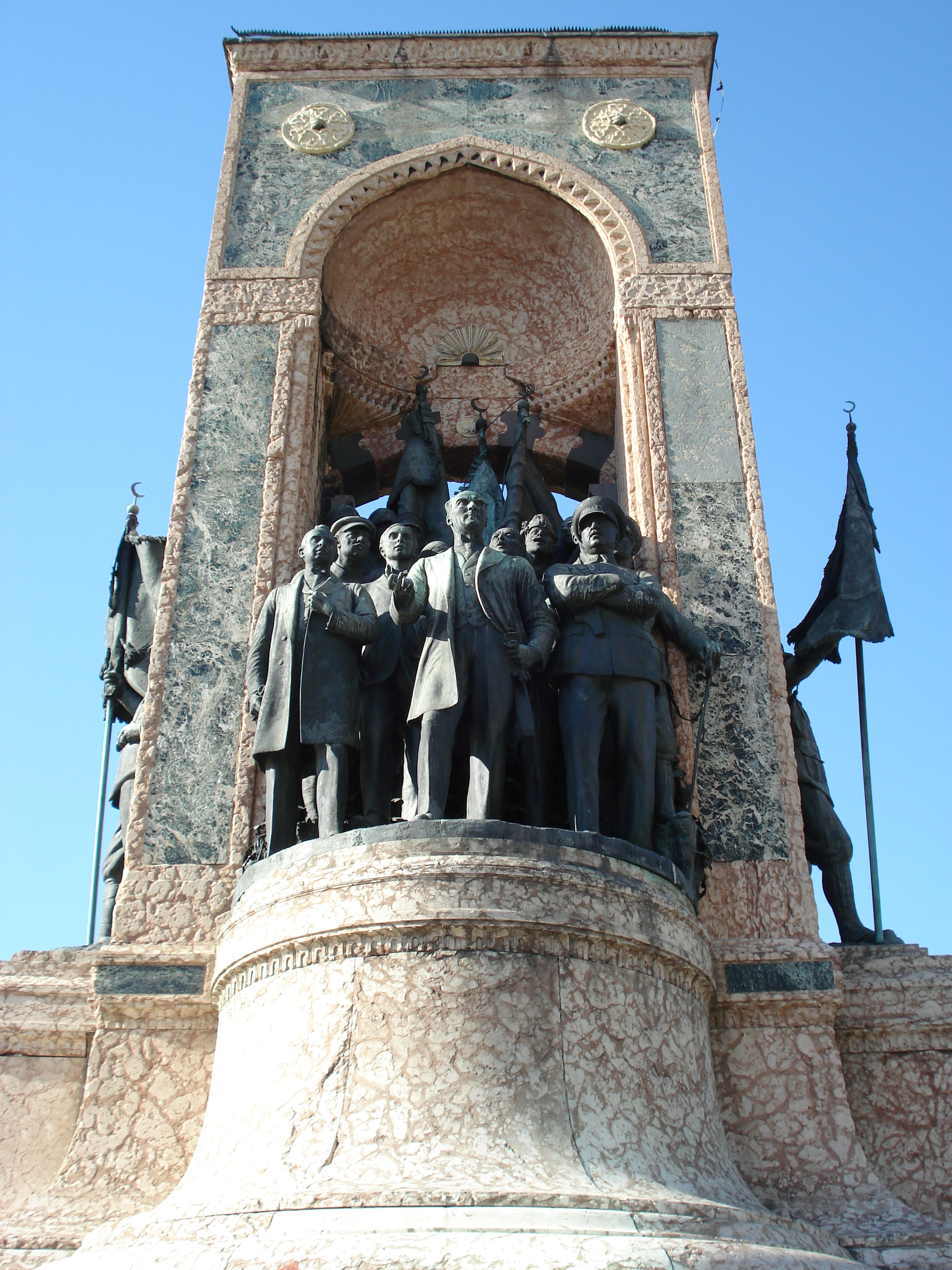
Правее расположенной в центре скульптуры Ататюрка стоят Климент Ворошилов и Семён Аралов

В центре площади находится 12-метровый монумент «Республика» (Cumhuriyet Anıtı), воздвигнутый в 1928 году по проекту итальянского архитектора Пьетро Каноника. Монумент символизирует армию-освободительницу и установление республики. Памятник на площади Таксим включает скульптуры маршалов Мустафы Кемаля Ататюрка, Мустафы Исмета Инёню и Февзи Чакмака и фигуры простых людей.
В группе на южной стороне монумента по левую руку от центральной фигуры Ататюрка расположены скульптуры Климента Ворошилова и Семёна Аралова. Включение этих лиц в скульптурную композицию выполнено по указанию Ататюрка в знак благодарности за политическую, военную и финансовую помощь, оказанную Советской Россией в деле обретения Турцией независимости в 1923 году. Аралова, чья скульптура находится позади Ворошилова, нередко ошибочно называют Фрунзе.

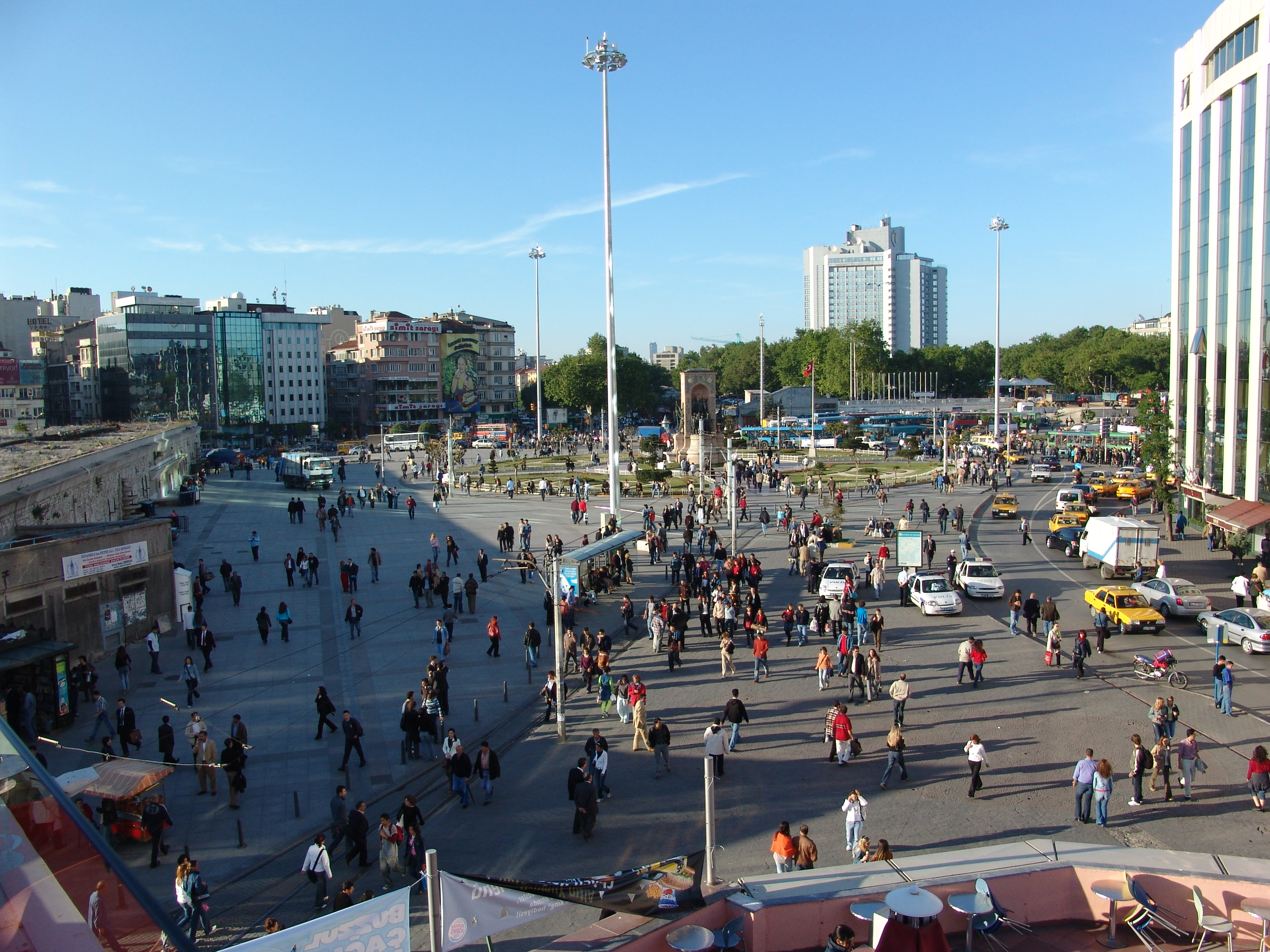
Площадь Таксим

Большое широкое здание, построенное в 1950—1969 годах — Культурный центр им. Ататюрка (Atatürk Kültür Merkezi). Вдоль культурного центра Ататюрка начинается улица Гюмюшсую, ведущая к дворцу Долмабахче. Справа находятся консульства Германии и Японии. Слева — военная больница и технический университет. Все эти здания датируются XIX столетием.
На площади имеется пятизвёздочный отель «Де Мармара». С другого края площади расположен парк под названием «Таксим-Гези» (прогулка по Таксиму). В былые времена на месте этого парка находилась большая казарма.
В непосредственной близости от Таксима находится монументальное здание открытой в 1880 году православной церкви Святой Троицы с двумя колокольнями — крупнейшего греческого храма в городе и первого купольного храма, строительство которого было дозволено в османском Константинополе.